# Baulne
Baulne  [bolnǝ] je obec v jiní části metropolitní oblasti Paříže ve Francii v departmentu Essonne a regionu Île-de-France. Od centra Paříže je vzdálena 40 km.

## Geografie
Obcí protéká řeka Essonne.
Sousední obce: Itteville, Ballancourt-sur-Essonne, Champcueil, Mondeville, Cerny, La Ferté-Alais a Guigneville-sur-Essonne.

## Vývoj počtu obyvatel
Počet obyvatel

## Památky
- neolitický leštič pazourků zvaný Puits Sauvage